# D. Brown (cráter)

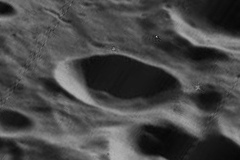
Vista oblicua de D. Brown (imagen Lunar Orbiter 5)

D. Brown es un pequeño cráter de impacto situado en el sector sur-sureste del interior del cráter Apolo, en la cara oculta de la Luna. Se halla en el espacio comprendido entre los dos anillos montañosos que conforman el gran cráter.
|  |

El cráter está prácticamente intacto. Presenta una forma ligeramente elíptica, orientada con su eje principal en dirección norte-sur. El borde del brocal, con un perfil afilado, alcanza los 730 m sobre el terreno circundante. Los taludes interiores son amplios, alcanzando hasta la mitad del radio del cráter. El fondo del cuenco es relativamente plano, con varias colinas aisladas.

## Designación
El nombre fue adoptado por la UAI en 2006, como homenaje a los siete astronautas que perecieron en el accidente del Transbordador Columbia acontecido el 1 de febrero de 2003. Los nombres de los siete cráteres son:
- Chawla, D. Brown, Husband, L. Clark, McCool, M. Anderson y Ramon.

## Referencias

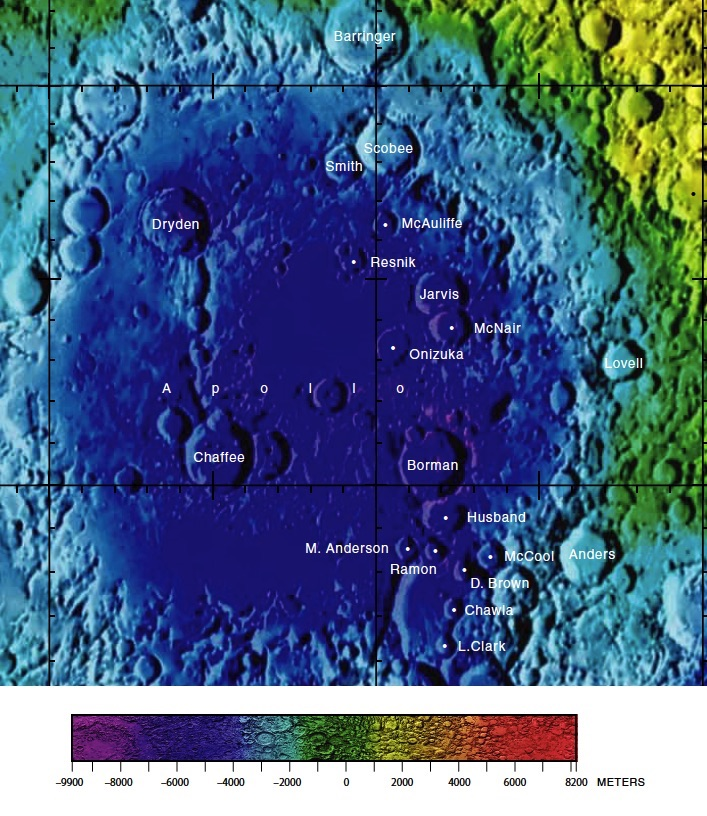
Cráteres interiores de Apolo